# 錫爾伯布林興河
48°29′10″N 11°06′39″E / 48.486036°N 11.110783°E
錫爾伯布林興河（德語：Silberbrünchen），是德國的河流，位於該國東南部，由巴伐利亞負責管轄，該河流屬於克雷布斯巴赫河的支流，河道全長2.5公里。